# Lalle II Camponeschi
(Peter Partner, in DBI)
Lalle II Camponeschi (L'Aquila, XIV secolo – L'Aquila, 21 giugno 1383) è stato un nobile italiano, conte di Montorio, governatore dell'Aquila e gran connestabile del Regno di Napoli.

## Biografia

### Scontri con le fazioni rivali e prigionia
Figlio di Lalle I Camponeschi e di una dama della famiglia Bonagiunta di Poppleto, il cui nome è ignoto, la prima notizia che si ha di lui risale al 1366, quando accolse all'Aquila il senatore Nicola di Roio. In quel tempo Lalle II fu coinvolto a pieno nelle lotte tra le fazioni cittadine aquilane, tant'è che la regina di Napoli Giovanna I d'Angiò, per porre fine agli scontri, lo convocò a corte e lo fece arrestare. Il Camponeschi per riottenere la libertà fu costretto a cedere alla Corona la contea di Montorio, che aveva ereditato dal padre, e a stipulare il 30 settembre 1371 un accordo di pace con la regina, che cercava così di riassumere il proprio controllo sulla città aquilana. Tornò nuovamente in carcere sei anni dopo, nel 1377, con l'accusa di aver molestato il conte Ruggero da Celano; riuscì tuttavia a convincere la regina della sua giusta causa, la quale condannò quindi Ruggero e concesse a Lalle II il feudo di Miglianico, su cui vantava delle pretese.

### Ritorno al potere e morte
Nonostante si fosse cercato di ristabilire un clima pacifico all'Aquila, in città regnava ancora una certa instabilità politica, della quale la famiglia Camponeschi approfittò per cercare di ristabilire il proprio predominio. Lalle II, assicuratosi il sostegno della popolazione locale, catturò e fece giustiziare Ceccantonio Pretatti – non senza la complicità del conte di Tagliacozzo Rinaldo Orsini – e scacciò dalla città i rimanenti esponenti della fazione rivale. Dopo aver appoggiato per un breve periodo di tempo Carlo III d'Angiò-Durazzo, si schierò con il rivale al trono Luigi I d'Angiò-Valois, suscitando le ire del nuovo sovrano, che il 4 luglio 1382 assediò di conseguenza la città aquilana. Tuttavia, l'imminente arrivo in Italia di Luigi I (che verrà poi accolto all'Aquila da Lalle II e Rinaldo Orsini), costrinse il sovrano a sciogliere l'assedio. Ciononostante, l'alleanza con Rinaldo Orsini non giovò affatto a Lalle II, il quale il 21 giugno 1383 venne avvelenato all'Aquila, per motivi che restano ancora in gran parte sconosciuti.

## Discendenza
Lalle II Camponeschi si sposò nel 1368 con Elisabetta Acquaviva, figlia di Andrea Matteo, conte di San Valentino, dalla quale ebbe otto figli:
- Giampaolo, primogenito, conte di Montorio, che si sposò prima con Masella di Rillana e poi con una dama della famiglia Colonna, della quale non se ne conosce il nome[4];
- Luigi/Ludovico I, detto il Conte grasso, anch'egli conte di Montorio, il quale sposò Angelella Marzano[5];
- Battista, andato in sposo a Chiara Gaglioffi[6];
- Pirro[7];
- Marino[7];
- Odoardo[7];
- Urbano[7];
- Antonuccio, signore di Cittareale, Civitaquana e Tocco, governatore dell'Aquila, viceré e giustiziere degli Abruzzi, e senatore di Roma, il quale sposò Giovannella Pappacoda[8].

Secondo alcuni, ebbe anche un ulteriore figlio di nome Francesco, che fu condottiero, la cui collocazione nella genealogia della famiglia rimane tuttavia fortemente dubbia.